# Ramon Vila i Güell
Ramon Vila (Vic, principis del segle xix) fou un cirurgià del que se'n sap molt poca cosa. Ramon Vila era llicenciat en cirurgia i exercia a Vic a principis del segle xix. Va ser un dels introductors de la vacunació contra la verola a la Península i autor d'una memòria en la qual defensava aferrissadament la inoculació com a mètode eficaç per prevenir la verola; va dur a terme gran nombre de vacunacions a Vic i la seva rodalia. En aquesta memòria atribuïda la resistència a la vacunació de la ignorància, i per convèncer els incrèduls exposava un seguit de casos clínics en els quals, segons ell, la vacuna havia esdevingut el millor antídot per evitar la infecció. Sobretot creia que havien de ser els infants, els més vulnerables, els primers de ser vacunats. Potser per això acabava el seu discurs amb aquest consell “vosotros padres, en cuyos hijos no han prendido todavia las viruelas, haced invacunar a vuestros hijos; escarmentad en cabeza agena, no sea que venga dia que os arrepentais de no haberlo hecho, creed a los sabios Profesores de toda la Europa, y creed a un buen Patricio, que en todo desea promover el bien de la Patria, y de toda la humanidad. ”

## Obra
Relación del estado actual de la vacuna en la ciudad de Vich, para satisfacion y desengaño del público / que publica el licenciado Ramon Vila cirujano. Vic: Oficina de Juan Dorca, [s.a.].